# Vírus BK
O vírus BK é um vírus DNA encontrado em 70 a 90% dos adultos saudáveis e membro da família dos polyomavirus. Infecções prévias pelo vírus BK são muito comuns na população, mas consequências significantes destas infecções são raras, exceto em pacientes imunocomprometidos após transplante renal, medular ou em casos de infecção por HIV avançada.
Após a infecção inicial o vírus passa a colonizar os rins onde se reproduz e é reativado durante a gravidez e quando a imunidade cai muito.

## Patologia
Em pessoas saudáveis geralmente não causa sintomas, e quando causa, apenas produz uma febre e infecção respiratória leve, facilmente confundida com uma gripe. Porém após transplante renal pode causar estenose de uréter(obstrução da via urinária) ou nefrite intersticial (inflamação do rim). Após transplante medular frequentemente causa cistite hemorrágica (infecção da bexiga com sangramento).
O tratamento é feito reduzindo a imunossupressão, mudando os medicamentos imunossupressores por ciclosporina e o uso do antiviral cidofovir (melhora em 25% dos casos). Mesmo com o melhor tratamento o prognóstico é ruim.

## História
O vírus BK foi primeiramente isolado em 1971, obtido de amostra de urina de um paciente transplantado renal, cujas iniciais do nome eram BK.
Este vírus é similar a outro, chamado de vírus JC, já que seus genomas compartilham 75% de homologia. Ambos os vírus podem ser identificados e diferenciados entre si através de testes sorológicos com anticorpos específicos ou através de técnicas de genotipagem.